# Tenor
| Tipo de Voz  | Tipo de Voz |
| Feminino     | Masculino   |
| ------------ | ----------- |
| Soprano      | Tenor       |
| Meio-soprano | Barítono    |
| Contralto    | Baixo       |

O Tenor é o tipo de voz masculina (ou naipe) mais aguda produzida, sem recorrer à técnica de falsete, dentro do registro modal. Sua extensão vocal vai do C3 ao B4. Em trabalho solo, o alcance chega até o C5 ou mais. O extremo grave é o G2, e o extremo agudo, depende do tenor, com alguns que conseguem emitir até mesmo um D5. O termo tenor também é aplicado a instrumentos, como o saxofone tenor, para indicar seu alcance em relação a outros instrumentos do mesmo grupo. Um tenor que pode cantar na mesma faixa que uma contralto ou mezzo-soprano, utilizando falsetto é chamado de contratenor.

## Características
De acordo com a classificação tradicional, corresponde à faixa de sons mais aguda que pode ser emitida, no canto lírico, por um indivíduo do sexo masculino. Tem completa distinção, pela sua tessitura bem compensada no registro agudo, nos limites de C3 para C5. Provém do latim tenere, que significa sustentar. Na música medieval, era a esta voz a que era atribuída, por via de regra, à linha principal do canto. Por esta razão, o intérprete deveria ser capaz de "sustentar" as notas enquanto as outras vozes, mais graves, realizavam floreios vocais. Nos repertórios operísticos clássico e romântico, costumam desempenhar os papéis masculinos principais, enquanto os coadjuvantes mais importantes estão a cargo das vozes mais graves (barítono ou baixo). Em muitos casos, o enredo gira em torno de uma disputa entre "herói" e "vilão", com e cantando se bem o primeiro quase invariavelmente atribuído aos tenores.

## Tipos de tenores
Na ópera, costuma-se distinguir entre diferentes tipos de tenores, conforme a altura e as habilidades técnicas exigidas por um determinado papel:
- Haute-contre

É um tipo raro de voz alta, predominante no francês barroco e ópera clássica até a última parte do século XVIII. Sua natureza tem sido o assunto de muito debate, e o fato de que, historicamente, os escritores ingleses traduziram o termo como "contratenor", não é particularmente útil, uma vez que o significado deste último termo também tem sido objeto de considerável controvérsia musical; ambos os termos são, em última análise derivados do contratenor latino. Atualmente são geralmente aceitos os cantores que têm a voz a qual os cientistas terminaram de "modal", usando voz mista e voz de cabeça para suas notas mais altas. Sua tessitura usada mais comum é do G3 para o D5 ou E5, considerando que os franceses do século XVIII cantavam com um tom abaixo do que o de hoje.
- Tenor leggero

Também conhecido como o "Tenore di Grazia", é essencialmente o equivalente masculino de uma coloratura lírica. É leve e extremamente ágil, por conta disso é capaz de executar passagens difíceis de fioritura, coloratura e staccato, com excessiva agilidade, maestria e controle de volume. O típico possui uma gama que vai desde cerca de E♭3 ou E3 para E♭5 ou E5, com alguns sendo capazes de cantar até G5 ou superior ainda em voz plena. Em alguns casos, seu registro de peito pode se estender para abaixo de C3, podendo atingir até mesmo um A2 (ou menos), com um timbre escuro porém fraco e aéreo, e sem muita riqueza, por isso muitas vezes podem ser confundidos com barítonos de voz mais leve, caso não tenham treinamento. Vozes deste tipo são utilizadas com freqüência nas óperas de Rossini, Donizetti, Bellini e na música barroca. Possui um timbre brilhante, jovial, outrora metálico, aveludado ou uma mistura dos dois. Muitos tenores leggeros no canto popular podem apresentar vozes andróginas e alta versatilidade timbristica. Muitos contratenores na verdade são leggeros ou lírico leggeros que utilizam ao invés de voz de peito pras notas altas, usam voz mista, de cabeça, voz super de cabeça, falsette e até mesmo o registro de apito.
- Tenor lírico-ligeiro

É um pouco mais encorpado que o ligeiro puro, e também tem facilidade pra agudos e volaturas, com a regular tessitura de D3 para D5. Geralmente carrega um som igualmente jovial, mas tendendo mais para o lírico, com um voz mais cheia e harmoniosa e com leveza para cantar papéis ligeiros com igual leveza.
- Tenor lírico

Uma voz graciosa e quente, com um timbre brilhante e cheio, que é forte, mas não pesado e pode ser ouvido através de uma orquestra. Tem uma tessitura do C3 para o C5, podendo emitir até mesmo um D5. Existem muitos tons vocais para o grupo de tenor lírico, e o repertório deve ser escolhido de acordo com o peso, cor e capacidade vocais.
- Tenor spinto

Potente e alta como um lírico, mas com maior peso vocal, permitindo que a voz seja "empurrada" para ápices dramáticos com menos tensão do que as vozes líricas. Tem também um timbre mais escuro do que um tenor lírico, sem ter uma cor vocal tão escura como alguns (não todos) tenores dramáticos. O equivalente alemão dessa facha é o Jugendlicher Heldentenor, que abrange muitos papéis dramáticos, bem como alguns papéis de Wagner, como Lohengrin e Stolzing. Os Jugendlicher Heldentenores tendem a ser jovens heldentenores ou verdadeiros spintos, dando-lhes um escuro tom de tenor dramático. Muitas vezes líricos e spintos interpretam papéis do outro, ou vice-versa. São usados a profundidade e o metal na voz de alguns tenores líricos velhos para o papel de um spinto, ou essas são empurradas para atingirem notas mais claras de tenores líricos. São, parcialmente compensados no registro grave, podendo iniciar sua tessitura num B♭2 e ir até o C5.
- Tenor dramático

"Tenore di forza" ou "robusto"; uma voz com clarim emotivo, tocante e muito poderosa, potente e com um som heroico, tem um alcance aproximado do B2 até o B4, com alguns capazes de emitir até um C5. Muitos de sucesso têm historicamente evitado o cobiçado desempenho na 5ª oitava. Sua gama mais baixa tende a se estender para a tessitura de barítono ou, atingindo até mesmo um G♯2. Alguns têm uma cor tonal rica e escura, (como Enrico Caruso), enquanto outros (como Francesco Tamagno) possuem um timbre de aço brilhante.
- Heldentenor

Uma voz rica, escura, forte e dramática. Como o próprio nome indica, o heldentenor (em PT: tenor heroico) é uma facha vocal apresentada na ópera alemã, no período do romantismo. É o equivalente alemão do tenor dramático, porém com uma qualidade mais forte no registro grave, comparada ao barítono; o típico protagonista de Wagner. A pedra angular do repertório do heldentenor é, sem dúvida, o Siegfried de Wagner, um papel extremamente difícil, exigindo uma ampla faixa vocal e grande potência, além de uma enorme resistência e capacidade de atuar. Muitas vezes, o heldentenor é um barítono que fez a transição para esta facha ou tenores que foram confundidos com barítonos. Portanto, essa voz pode ou não ter facilidade até os limites de um tenor. O repertório, no entanto, raramente exige notas altas. Tessitura usual é igual a do dramático mas possui uma voz mais escura e ainda mais pesada.
- Tenor mozartiano

Nas óperas de Mozart, o elemento mais importante é a abordagem instrumental do som vocal que implica: emissões perfeita e esbelta de som, entonação, legato, dicção e fraseado, a capacidade de lidar com as exigências dinâmicas da pontuação, a beleza do timbre, linha segura de cantar através de um apoio perfeito e controle absoluto da respiração, inteligência musical, a disciplina do corpo, elegância, nobreza, agilidade e, principalmente, a capacidade dramática de se expressar dentro das estreitas fronteiras impostas pelo estilo de escrita de Mozart. É uma tradição alemã que remonta ao final da década de 1920, quando esses tenores começaram a fazer uso da técnica de Caruso (um tenor que raramente cantava Mozart) para alcançar e melhorar a dinâmica necessária e expressividade dramática.

### Tenor lírico-spinto
O tenor lírico-spinto é um timbre lírico com características do tipo de voz spinto (do italiano spingere), que lhe permite cantar passagens dramáticas e de orquestração pesada sem desgaste, embora não seja um tenor dramático.
É de timbre mais denso e encorpado, com registro central intenso e geralmente amplo em volume. Embora possua características próximas da do tenor lírico, a cor do timbre é mais escura ou metálica e, pelo volume e squillo da voz, pode cantar linhas vocais vigorosas. É o típico tenor dos heróis de Verdi e seus contemporâneos e do verismo italiano, geralmente sendo usado em papéis que exigem grande carga expressiva ou caracterizados pelo vigor ou pujança.

### Tenor lírico leggero
Tenor lírico leggero é o timbre intermediário entre o tenor leggero e o tenor lírico, uma voz redonda e suave de menor consistência e com uma qualidade sonora agradável e acariciante. Esse timbre é muito cotado para papéis bufos e cômicos.

#### Na França
É destacado na categoria tenor lyrique léger a categoria do tenor lírico leggero. É na França o tenor mais requisitado para as opera cômicas, o timbre do ténor lyrique legér no registro agudo tem qualidades do tenor léger e do tenor lyrique a tessitura central. Também chamado de ténor d’opéra-comique.

#### Na Alemanha
É destacado na categoria lyrischer (hoher) Tenor, a categoria do tenor lírico-leggero e tenor lírico mais jovem, uma voz clara, de sonoridade acariciante. Uma voz ágil, flexível com uma bela qualidade suave e extensão aguda. A categoria do lyrischer Tenor é frequentemente dividida em suas categorias separadas: o lyrischer Tenor (um tenor lírico leggero) e o agudo italienischer Tenor (Tenor lírico da América). Em contrato de negociação esta é, entretanto mais frequentemente considerada uma categoria. Outros problemas surgem com o termo "Italienischer Tenor" como é frequentemente reservado para a mais pesada categoria do Italiano spinto, o alemão judendlicher Heldentenor. O verdadeiro lyrischer Tenor deve ter uma jovialidade, atrativa aparência. Seu repertório abrange de Nemorino à Fausto e contem todos os tenores de Mozart e Rossini, os mais leves papéis de Verdi como o Duque em Rigoletto e Alfredo em La Traviata e Rodolfo em La Bohème assim como uma grande variedade de pequenos papéis. Quando a categoria é dividida, o lyrischer Tenor leva os papéis mais leves e o italienischer Tenor os mais pesados.

##### Registros

###### Registro agudo
É fácil e de uma cor clara muito semelhante ao Leggero, mas um pouco mais encorpado e mais rico em harmônicos, possui uma grande agilidade e flexibilidade.

###### Registro central
É de menos consistência que o Tenor Lírico e de menos volume. Também pode apresentar uma cor aveludada e rica em matizes, a voz geralmente é clara a facilita a articulação rápida e necessária para papéis cômicos e de grande agilidade.

###### Registro grave
É um pouco menos intenso que um lírico, embora possa apresentar certo volume e passar a cantar papéis líricos mais leves como Rodolfo em La Boheme.

##### Tenor mozartiano
É o tenor lírico leggero especializado nas óperas de Wolfgang Amadeus Mozart, a voz é apropriada para obras mozartianas que requer uma sensibilidade muito grande, embora possa variar o tipo de voz nas obras de Mozart o mais requerido é este timbre leve de cor clara e que possua uma voz redonda e graciosa.

##### Tenor di grazia
É o tenor lírico-leggero, mais ágil e propenso a papéis de coloratura, de sonoridade maleável e agradável. Associado a uma requintada técnica de respiração e conhecimento profundo das limitações da voz um tenor que possua este timbre é sempre requisitado para cantar papéis ágeis e às vezes cômicos das obras do período clássico como nas obras de Rossini, Bellini, Donizetti e Mozart.

##### Personagens
- Almaviva, em Il Barbière di Siviglia, de Gioacchino Rossini
- Belmonte, em O Rapto do Serralho, de Wolfgang Amadeus Mozart;
- Chateauneuf, em Zar und Zimmermann, de Lortzing;
- Conde Ricardo, em Oberto Conde de San Bonifacio, de Giuseppe Verdi;
- Des Grieux, em Manon, de Jules Massenet;
- Don Ferrando, em Cosi fan tutte, de Wolfgang Amadeus Mozart;
- Don Ottavio, em Don Giovanni, de Wolfgang Amadeus Mozart;
- Don Ramiro, em La Cenerentola, de Gioacchino Rossini;
- Edgardo, em Lucia de Lammemoor, de Gaetano Donizetti;
- Elvino, em La Sonnambula, de Vincenzo Bellini;
- Ernesto, em Don Pasquale, de Gaetano Donizetti;
- Fenton, em Die lustigen Weiber von Windsor, de Nicolai;
- Gérald, em Lakmé, de Leo Delibes;
- Gualtier, em Il Pirata, de Vncenzo Bellini;
- Lindoro, em L’italiana in Algeri, de Gioacchino Rossini;
- Lionel, em Martha, de Flotow;
- Nemorino, em L’elisir d’amore, de Gaetano Donizetti;
- Orombello, em Beatrice di Tenda, de Vincenzo Bellini;
- Paolino, em Il matrimonio secreto, de Domenico Cimarosa;
- Percy, em Ana Bolena, de Gaetano Donizetti;
- Tamino, em A Flauta Mágica, de Wolfgang Amadeus Mozart;

### Tenor spinto
Tenor spinto trata-se de um tenor de voz robusta igual ao tenor dramático, porém com mais extensão e um timbre metálico em toda a sua extensão. Enquanto um tenor dramático atinge no máximo um B4, o tenor spinto consegue atingir um C5 com voz de peito e exatamente por este motivo que este tipo de tenor canta Il trovatore (Verdi) e Turandot (Puccini). Tessitura usual do (A2) C3 - C5.
Óperas para este tipo de tenor
- Andrea Chénier (Umberto Giordano)
- Il Trovatore (Verdi)
- Lohengrin (Richard Wagner)
- Manon Lescaut (Puccini)
- O Guarani (Carlos Gomes)
- Turandot (Puccini)

Tenores famosos com este tipo de voz
- Franco Corelli
- Galliano Masini
- Lauritz Melchior
- Miguel Fleta

### Cantantes de música popular com voz de tenor
- Adam Lambert
- Adam Levine
- Alex Gaskarth
- André Matos
- Andrea Bocelli
- Armando Valsani
- Axl Rose
- Blackie Lawless
- Brendon Urie
- Bruce Dickinson
- Bruno Mars
- Chester Bennington
- Chris Brown
- Daron Malakian
- Dave Mustaine
- Dave Grohl
- Delino Marçal
- Ed Sheeran
- Edson Cadorini (Edson & Hudson)
- Eduardo Costa
- Elton John
- Enrique Iglesias
- Fabio Lione
- Freddie Mercury
- Gerard Way
- Glenn Hughes
- Ian Gillan
- Jack White
- James Maslow (Big Time Rush)
- Jared Leto
- Jason Derulo
- Jason Mraz
- Jorge Vercillo
- Jon Bon Jovi
- Juninho Afram
- Justin Bieber
- Justin Timberlake
- Kim Jaejoong
- Kim Seok-jin
- Kim Heechul
- Léo Magalhães
- Leonardo
- Leonardo Gonçalves
- Louis Tomlinson
- Lucas Grabeel
- Mauro Henrique
- Nando Reis
- Nick Carter (Backstreet Boys)
- Ozzy Osbourne
- Pablo
- Paul McCartney
- Paul Stanley
- Park Ji-min
- PG
- Ricky Martin
- Rob Halford
- Robert Plant
- Ronnie James Dio
- Sam Smith
- Sandro Coelho
- Sebastian Bach
- Serj Tankian
- Shawn Mendes
- Steven Tyler
- The Weeknd
- Tobias Forge
- Ton Carfi
- Tony Alisson
- Tyler Joseph
- Usher
- Wilian Nascimento
- Zayn Malik
- Zezé Di Camargo
- Xororó
- Renan Carlos

Observação
O termo tenor foi desenvolvido em relação as vozes clássicas e operísticas, em que a classificação se baseia não apenas na escala vocal da cantor, mas também sobre a tessitura e timbre da voz. Para cantores clássicos e de ópera, seu tipo de voz determina os papéis que irão cantar e é o principal método de categorização. Na música não-clássica, os cantores são principalmente definidos por seu gênero e não o seu alcance vocal. Quando a termos soprano, mezzo-soprano, contralto, tenor, barítono e baixo são usados como descritores de vozes não-clássicas, eles são aplicados mais livremente do que seriam para aqueles de cantores clássicos e geralmente referem-se apenas ao alcance vocal percebida do cantor.